# أدب أمريكا اللاتينية
أدب أمريكا اللاتينية (بالإسبانية: Literatura hispanoamericana)‏ هو مصطلح يشير إلى الكتابات الأدبية الشعرية والنثرية المكتوبة باللغة الإسبانية في الجزء الغربي من الكرة الأرضية، التي خضعت للفتح الإسباني بعد اكتشاف القارة الأمريكية عام 1492، ومن أدب بورتوريكو وأدب البرازيل الناطقة بالبرتغالية. واستقرت هذه البلدان في الوقت الحالي في تسع عشرة دولة ناطقة بالإسبانية وهي الأوروغواي، تشيلي، باراغواي، الأرجنتين، بوليفيا، الإكوادور، كولومبيا، فنزويلا، بنما، بيرو، كوستاريكا، نيكاراجوا، هندوراس، السلفادور، جواتيمالا، المكسيك، كوبا، الدومينيكان وبورتوريكو.
ينقسم أدب أمريكا اللاتينية إِلى ثلاث مراحل محورية وهم منذ وصول الإِسبان في أواخر القرن الخامس عشر حتى القرن التاسع عشر، استقلال بلدان القارة عن السيطرة الاستعمارية الإسبانية حتى أوائل القرن العشرين، ازدهار الأدب الأمريكي اللاتيني وانتشاره عالميًا في العصر الحديث.

## المرحلة الاستعمارية
بدأت المرحلة الاستعمارية بالاكتشافات الإسبانية والبرتغالية الأولى للعالم الجديد في أواخر القرن الخامس عشر، وانتهت بحروب الاستقلال بعد أكثر من 300 سنة. تألّف الأدب المبكر لفترة الاستعمار من كتب التاريخ والقصص التي كتبها الجنود والمنصرون الذين وصفوا ما شاهدوه من مناظر طبيعية جديدة وحضارات مزهلة. ومزج المؤلفون الخيال الشديد بالواقع في وصفهم للمغامرات والاحتكاك بسكان وعادات وحيوانات ونباتات لم يألفوها من قبل.
كانت يوميات كريستوف كولومبس عن رحلته الأولى بمثابة الكتابات النثرية الأولى التي ظهرت حول أمريكا اللاتينية، رسائل المستعمر الإسباني لإمبراطورية الأزتيك فاتح المكسيك إرنان كورتيس إِلى الملك كارلوس الخامس يخبره فيها بفتح مملكة إِسبانيا الجديدة أو المكسيك، ويطلعه في الوقت ذاته على أحوال تلك البلاد. وكانت هذه التقارير عبارة عن خمسة رسائل تم كتابتها ما بين أعوام 1519 و1526. ثم توالت بعض ذلك كتابات لمؤرخين الذين رافقوا الإسبان مثل برنال دياث ديل كاستييو، مؤلف التاريخ الحقيقي لفتح إِسبانيا الجديدة عام 1568 الذي خدم في الحملات الأزتكية تحت قيادة كورتيس، وجونثالو فيرنانديث دي أوبييدو في كتابه التاريخ العام والطبيعي لبلاد الهند.
وظهر كتاب القصة الموجزة لتدمير بلاد الهندعام 1552، للراهب بارتولومي دي لاس كاساس، بوصفه واحدًا من الأعمال الأخرى التي تناولت مرحلة الاستعمار. وأدان دي لاس كاساس في هذا الكتاب المعاملة الوحشية ومدى القسوة التي لقيها الهنود على أيدي الإسبان، مدافعًا بشتى الطرق عن سكان القارة الأصليين. فيما عكس كتاب البيروفي إنكا غارثيلاسو دي لا فيغا تعليقات ملكية للإنكا عام 1609 صورة دامية لتاريخ إمبراطورية الإنكا ومدى معاناة شعبه على يد الإسبان، إضافة إلى كتابه التاريخ العام للبيرو، والذين أسهما في اعتباره رائدًا للتاريخ الأمريكي اللاتيني. وكتب الشاعر ألونسو دي إرثييا إيه ثونيجا قصيدة لا أروكانا عام 1569. وتؤرخ القصيدة المرحلة الأولى من حرب الأراوكو بين المستعمرين الإسبان ومجموعة المابوتشي.
ظهرت حركة الباروك في النصف الثاني من القرن السابع عشر. وهي حركة تتميز كتابتها بالأسلوب المنمق، مع إقحام الفكاهة الساخرة والتلاعب بالألفاظ. وتعد المكسيكية سور خوانا إينيس دي لا كروث رائدة الكتابات الباروكية في القارة الجنوبية، حيث كتبت العديد من الأعمال المسرحية والنقد اللاذع والعديد من الأعمال الفلسفية وبعض الضروب المختلفة من الشعر.
نظم البيروفي خوان ديل بايي إي كابيديس شعرًا هجائيًا انتقد فيه الفساد الذي رآه في مجتمع عصر الاستعمار. كما قام جريجوريو دو ماتوس من البرازيل هو الآخر بكتابة شعر نقدي لاذع. وكتب الشاعر البرازيلي توماس أنطونيو جونثاجا بعض إبداع الشعر الغنائي باللغة البرتغالية وبشكل خاص قصيدته في الحب بعنوان ماريليا دو ديرسوا. أما الشاعران البرازيليان خوسيه باسيليو داجاما، وخوسيه دو سنتاريتا دو دوراو فقد تابعا السير حسب تقاليد الشعر الملحمي. تصف ملحمة داغاما بعنوان أروجواي عام 1769 الحرب بين المستعمرين الأوروبيين والهنود. أما قصيدة كارامورو عام 1781 للشاعر دو دوراو فتروي قصة اكتشاف البرازيل واستعمارها.

## مرحلة الاستقلال
واجه الأدب الأمريكي اللاتيني في القرن التاسع عشر مسألة تعلم ممارسة الحرية التي تم الحصول عليها وتحديد الهوية الثقافية الذاتية المستقلة، ونتج ذلك عن حركة الاستقلال عن إسبانيا والبرتغال التي شملت القارة بأكملها. وأدى العداء ضد القوى الاستعمارية إلى ما أُطلق عليه حروب الاستقلال التي بدأت عام 1810، واستمرت لمدة ستة عشر عامًا. وكانت هذه الحروب بمثابة مصدرًا لإلهام الشعراء، حيث نظموا الشعر والفن القصصي الوطني الذي انتقد بشكل لاذع القوى الاستعمارية. فيما اُعتبرت رواية الببغاء الغاضب عام 1816 للمكسيكي خوسيه خواكين فيرنانديث دي ليثاردي أول رواية أمريكية لاتينية، حيث تنتقد بشكل لاذع المجتمع الاستعماري الفاسد في مدينة المكسيك. فيما كتب الإكوادوري خوسيه خواكين دي أولميدو قصيدته الوطنية الشهيرة تحت عنوان أنشودة بوليبار عام 1825.

### الرومانسية
الرومانسية هي حركة فنية وأدبية وفكرية نشأت في فرنسا في أواخر القرن الثامن عشر، وانتشرت في أمريكا اللاتينية.  وسرعان ما راجت في بلدان أوروبية أخرى، وبخاصة إنجلترا وألمانيا وإسبانيا حتى وصلت لذروتها في الفترة ما بين 1800-1840. وقد ظهرت كرد فعل ضد الثورة الصناعية كما كانت تعتبر ثورة ضد الأرستقراطية والمعايير الاجتماعية والسياسية في عصر التنوير. وقد تجسدت الثورة بقوة في الفنون البصرية، الموسيقى، والأدب. كما كان لها تأثير بالغ على التأريخ، التعليم، العلوم الطبيعية وتأثير كبير ومعقد على السياسة، حيث أنه وبذروة الحركة الرومانسية كان هنالك ارتباطًا وثيقًا مع الليبرالية والراديكالية وكان تأثيرها واضحًا على نمو القومية لدى الشعوب. وأكدت الرومانسية على الفردية والقومية، كما أكدّت على الحرية الفنّية في متابعة مواضيع وأشكال أدبية جديدة.
كان خوسيه ماريا إيريديا من كوبا أحد أوائل الرومانسيين في أمريكا اللاتينية إذ كتب قصيدة سوداوية عن الطبيعة بعنوان على هرم خولولا عام 1820. ويتصف بعض شعر أندريه بيلو في فنزويلا بعناصر رومانسية حاذقة وبشكل خاص قصيدة أود حول الزراعة في الإقليم الحار عام 1826.
وفي القرن التاسع عشر تطور نوع من الرومانسية يسمى الأهلانية. عالج الكتاب الأهلانيون المميزات الإقليمية الرئيسية لبلادهم. فقد عبّر اصطبان اخيفيريا الأرجنتيني عن حبه لسهول البامبا الأرجنتينية الواسعة في شعره الغنائي. وأصبح أدب الغاوشو شائعًا بشكل خاص.

### الواقعية

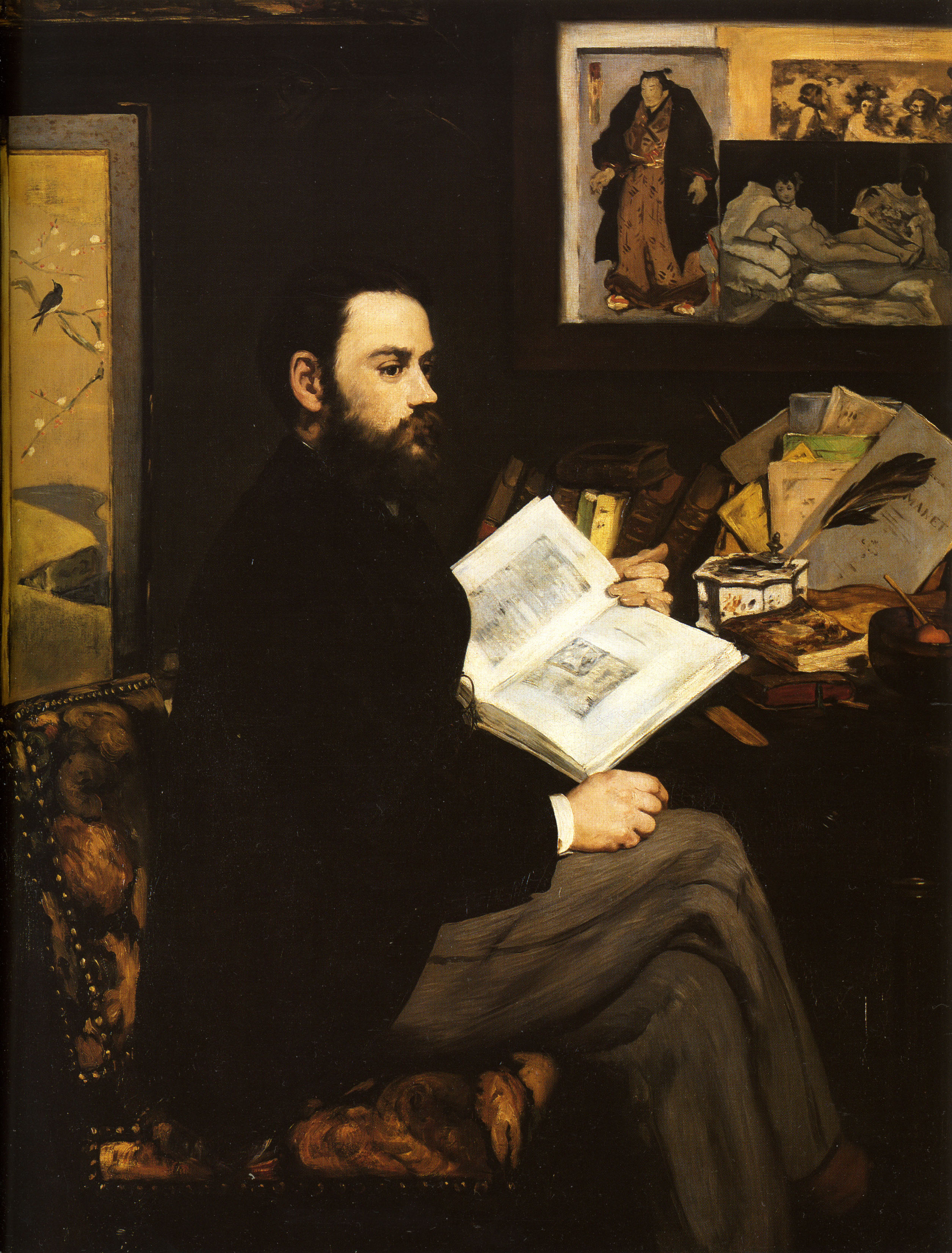
لوحة لإميل زولا، رسمها إدوار مانيه.

الواقعية هي حركة أدبية تطورت في أواخر القرن التاسع عشر الميلادي. هي محاولة تصوير الحياة تصويرًا واقعيًا دون إغراق في المثاليات، أو جنوح صوب الخيال. وفي فرنسا ـ في القرن 19ـ أصبحت الواقعية حركة أدبية واعية، تعارض الحركة الرومانسية. وحاول بعض الروائيين من أمثال فلوبير في روايته مدام بوفاري تصوير ما هو وضيع وتافه، بقدر ما حاول تصوير ما هو نبيل ورفيع. وكان فلوبير يصر على إقصاء انفعالات الكاتب عن العمل الأدبي. أما مذهب الطبعانية الذي يمثله إميل زولا، فكان يدافع عن تصوير المجتمع تصويرًا موضوعيًا يبلغ غاية في الدقة، ومن جميع زواياه. وقد حاول بعض الروائيين المحدثين معارضة هذا الاهتمام المفرط بتصوير الواقع، موجهين اهتمامهم إلى المعنى الدفين الذي ينطوي عليه ذلك الواقع. ومع التفسيرات العديدة التي ظهرت للمذهب الواقعي في القرن العشرين، فقد المصطلح الكثير من معناه، وإن ظل على الرغم من ذلك قوة أدبية كبيرة. وقد حاول الكتاب فيها تصوير الواقع الظاهري بطريقة مفصلة وموضوعية. وتُظهر أعمالهم أثر البيئة الاجتماعية في الناس. ولقد استعمل بعض الكتاب شكلًا من الواقعية أشدّ صرامة وتشاؤمًا عُرف باسم الطبيعية.
ومن قادة الحركة الواقعية في أدب أمريكا اللاتينية الروائيين ألبرتو بلست جانا وبلدوميرو ليلو من تشيلي، وكلورندا ماتو دي تيرنر من بيرو، ويوجنيو كامباسيريس من الأرجنتين، وفدريكو غامبوا من المكسيك. ولربما كان الروائي البرازيلي جواكيم ماريا ماشادو دي أسيس أهم كاتب واقعي. ومن أشهر أعماله تأتي الروايتين في ذكرى رابح صغير عام 1881 ودوم كاسمورو عام 1900، وتبرز كلاهما براعة فائقة في التشخيص والتقنية القصصية.
أكد عدد من الكتاب على العادات المحلية والتقاليد في الأقاليم الأسبانية من أمريكا في صور وقصص قصيرة وروايات، واشتهرت أعمالهم باسم كوستمبرسمو، ويُعد من أشهر كتاب الكوستمبرستا خافيـيردو فيانا من الأوروجواى، وروبرتو جي بايرو من الأرجنتين، وتوماس كاراسكيلا من كولومبيا. وقد أكد جميع هؤلاء الكتاب على وصف المناظر الريفية المحلية وعلى الأنماط الإنسانية في قصصهم. وكان فلورنثيو سانشيث من الأوروغواي أشهر كاتب مسرحي واقعي، فقد كتب مسرحيات تعالج الصراع الإنساني في الأرجنتين الريفية.

### الحداثة
الحداثة هي واحدة من أبرز الفترات الأدبية في أدب أمريكا اللاتينية التي استمرت في الفترة من عام 1888 حتى عام 1910. وكان الشعراء هم أهم الكتاب، إِذ أعطى الشاعر النيكاراجوي روبين دارييو الحداثة شكلها. لقد اعتقد دارييو بأنه يجب على الشاعر الابتعاد عن أي أهداف تعليمية، وبدلًا من ذلك عليه أن يحاول الحصول على الجمال في أنقى أشكاله، وأن يتحرر من الأساليب التقليدية. وسعيًا وراء ما هو غير عادي توجّه الشعراء نحو المصادر الغربية مثل الأساطير اليونانية والشرقية والإسكندينافية. وقد نشر ديوان شعر بعنوان أزرق عام 1888 في بدايه الحداثة. وكان ليوبولدو لوجونيس من الأرجنتين شاعرًا رئيسيًا آخر من شعراء الفترة.
ترك الأورجواني خوسيه إنريك رودو الأثر نفسه الذي تركه دارييو؛ إذ أصبحت مقالة رودو بعنوان إريال عام 1900 علامة رئيسية للفكر الأمريكي اللاتيني. لقد ناشد رودو شباب أمريكا اللاتينية أن ينشدوا المثالية والأهداف الروحية العالية التي هددتها المادية الحديثة، وكان خوسيه مارتي من كوبا مفكرًا أمريكيًا لاتينيًا آخر ذا تأثير. وقد اشتهر كصحفي وكاتب مقالات وشاعر، ونال التكريم كوطني بعد أن توفي وهو يحارب من أجل استقلال كوبا.

## القرن العشرون

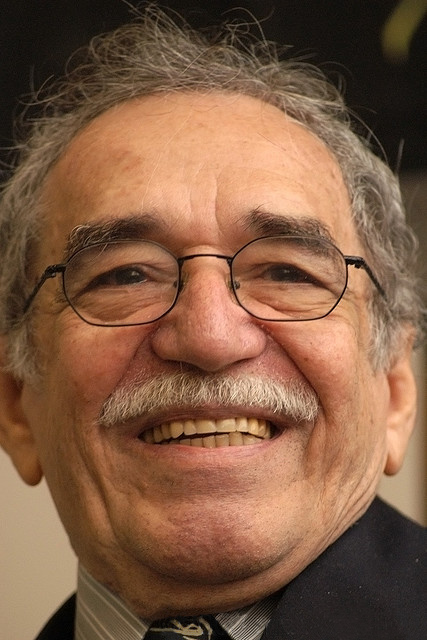
غابريل غراسيا ماركيز، حائز على جائزة نوبل في الأدب عام 1982

### بدايات القرن العشرين
كانت الكاتبة التشيلية جبريالا ميسترال من أوائل الشاعرات المبدعات في بدايات القرن العشرين، والتي حصلت على جائزة نوبل للأدب عام 1945، إضافة إلى كل من دلميرا أجوستيني والأرجنتينية ألفونسينا ستورني. أما على مستوى الروائيين، فظهر كل من الفنزويلي رومولو جايجوس الذي تحدث عن السهول المدارية في دونيا باربرا عام 1929؛ والكولومبي خوسيه أوستاسيو ريبيرا الذي تناول غابات الأمازون في كتابه الدوامة عام 1924، والتي صورتها على أنها مكانًا للرعب والجمال في آن واحد؛ والأرجنتيني ريكاردو جويرالديس الذي قص مغامرات صبي يتلقى الإرشاد الروحي من أحد الغاوشو في رواية دون سيجوندو سومبرا عام 1926؛؛ والبرازيلي خوسيه لينز دو ريجو الذي تناول طفولته في روايته دورة قصب السكر في مزرعة للسكر في البرازيل.

### ازدهار الأدب الأمريكي اللاتيني
البوم الأمريكي اللاتيني أو ازدهار الأدب الأمريكي اللاتيني هي ظاهرة أدبية ظهرت في أمريكا اللاتينية في ستينات وسبعينات القرن العشرين في الأدب بوجه عام والرواية على وجه الخصوص. وشكلت الحركة حدثًا أدبيًا هامّا ونقلة نوعية جديدة في عالم الخلق والإبداع الأدبي عندما نُشرت أعمال مجموعة من الروائيين الشباب نسبيًا من مختلف بلدان أمريكا اللاتينية على نطاق واسع في جميع أنحاء العالم. ارتبط مصطلح البوم كثيرًا بكتاب مثل غابرييل غارثيا ماركيث من كولومبيا وماريو بارجاس يوسا من بيرو وخوليو كورتاثر من الأرجنتين وكارلوس فوينتس من المكسيك. وتحدى هؤلاء الكتاب القواعد التقليدية التي سنها الأدب الأمريكي اللاتيني. واتسمت إبداعاتهم بالجرأة والزخرفة والتنميق، وطُبعت بقلق رائع مع نوع من الجنون الذي يتناقض مع الواقعية الأوروبية، وعدم التكيف مع واقع النمط الأمريكي، حيث أطلقت هذه الحركة الأدبية العنان لحرية الخيال. وكان عملهم يميل تجاه كل ما هو تجريبي وذو طابع سياسي، حيث الظروف التي أحاطت بالوضع العام في أمريكا اللاتينية في الستينات.